# Естер Петерсон
Естер Еггертсен Петерсон (9 грудня 1906 р. — 20 грудня 1997 р.) — американська державна та громадська діячка шведського походження, феміністка.

## Ранні роки
Дочка данських іммігрантів Естер Еггертсен виросла в сім'ї мормонів у місті Прово, штат Юта. Закінчила Університет Брігама Янга у 1927 році зі ступенем в області фізичного виховання, а також магістратуру педагогічного коледжу Колумбійського університету у 1930 році. Провела кілька навчальних програм у 1930-х, в тому числі один в інноваційній літній школі «Брін Мауро» для робітників промисловості.
Згодом переїхала до Нью-Йорку, де одружилася з Олівером Петерсоном. У 1932 році вони переїхали до Бостона, де викладали у школі Вінсора та добровільно працювали в YWCA.

## Кар'єра
У 1938 році Петерсон стала організаторкою Американської федерації вчителів і подорожувала Новою Англією. У 1944 році Петерсон стала першою лобісткою Національної ради з трудових відносин у Вашингтоні. У 1948 році Державний департамент запропонував її чоловікові посаду дипломата у Швеції. Сім'я повернулася до Вашингтону в 1957 році і Петерсон приєдналась до Департаменту промислового союзу AFL-CIO, стала першою жінкою-лобістом.
Обіймала посаду секретарки праці та директорки жіночого бюро США при президенті Джоні Ф. Кеннеді. У 1964 році президент Ліндон Джонсон призначив Петерсон на новостворену посаду Спеціальної помічниці у справах споживачів. Пізніше вона буде виконувати обов'язки директорки президента Джиммі Картера в Управлінні у справах споживачів.
Петерсон також була віцепрезидентом з питань споживчих питань Корпорації Giant Food і президентом Національної ліги споживачів.
Отримала Президентську медаль свободи в 1981 році. В 1993 році її призначили делегаткою Організації Об'єднаних Націй як представницю ЮНЕСКО. У тому ж році Петерсон було введено до Національної жіночої зали слави.
Петерсон померла 20 грудня 1997 року.